# Misery Index
Misery Index ist eine US-amerikanische Death-Metal-Band mit Hardcore-Einflüssen und entsprechend politischen Texten.
Der Bandname lautet übersetzt Elendsindex. Die Gründungsmitglieder der Band verwiesen bei ihrer Namensgebung jedoch auf das gleichnamige Album der Grindcore-Band Assück.

## Bandgeschichte
Misery Index wurde 2001 von Jason Netherton (Bass) und Mike Harrison (Gitarre) gegründet. Kevin Talley, der wie Netherton kurz zuvor Dying Fetus verlassen hatte, stieg am Schlagzeug mit ein. Sie veröffentlichten die EP Overthrow und holte danach mit John „Sparky“ Voyles noch ein ehemaliges Dying-Fetus-Mitglied als Lead-Gitarristen dazu. Es folgte eine Split-EP mit Commit Suicide, nach der Harrison und Talley aus der Band aussteigen. Der Schlagzeugposten wurde daraufhin mit Matt Byers (vormals Severed Head) neu besetzt. Es erschien noch eine Split-EP mit Structure of Lies, bevor 2003 das Debütalbum Retaliate erschien. Vor der Veröffentlichung wechselte noch Bruce Greig von Dying Fetus als zweiter Gitarrist zur Band. Das Ende 2003 von Nuclear Blast veröffentlichte Album kam bei Kritikern und Fans gut an. 2004 stieg Greig aus. Talley übernahm für kurze Zeit wieder den Posten am Schlagzeug und wurde noch im selben Jahr von Adam Jarvis ersetzt. Im Mai 2006 veröffentlicht Relapse Records ihre EP Discordia. 2008 wurde das Album Traitors veröffentlicht. Auf dieser ist unter anderem auch Tomas Lindberg (At the Gates, Disfear) zu hören. Im Mai 2010 erschien Heirs to Thievery, zu dem auch die Sänger von Dying Fetus sowie Hate Eternal Gesangsspuren beisteuerten. 2010 verließ Voyles die Band. Seine Stelle nahm Darrin Morris ein. Im Juni 2011 unterschrieb die Band bei Season of Mist Records im Mai 2014 The Killing Gods. Im März 2019 veröffentlichten sie ihr sechstes Album Rituals of Power. Im Jahr 2020 unterschrieb Misery Index bei Century Media und veröffentlichte im Mai 2022 ihr siebtes Album Complete Control.

## Diskografie

### Alben
- 2003: Retaliate
- 2006: Discordia
- 2008: Traitors
- 2010: Heirs to Thievery
- 2014: The Killing Gods
- 2019: Rituals of Power
- 2022: Complete Control

### EPs
- 2001: Overthrow
- 2004: Dissent
- 2007: Hang Em High
- 2023: Strategies of Manipulation

### Splits
- 2002: Created to Kill (Split-CD mit Drowning, Brodequin und Aborted)
- 2002: Split mit Commit Suicide
- 2003: Split mit Structure of Lies
- 2006: Conquistadores (Split-7" mit Bathtub Shitter)
- 2008: Ruling Class Cancelled (Split mit Mumakil)
- 2011: Siberian / Thus The Beast Decapitated (Split-7" mit Lock Up)

### Sonstiges
- 2004: DVD Vol. 1 (Live-DVD)
- 2007: Hang Em High (7"-EP)
- 2008: Dead Sam Walking (Compilation)
- 2010: Pulling out the Nails (Compilation der bisherigen EP- und Split-Songs)
- 2013: Live In Munich (12"-LP in rotem oder clear Vinyl, Mitschnitt während der „Full of Hate Tour“ mit u. a. Cannibal Corpse und Behemoth)
- 2021: Coffin Up the Nails (Compilation)